# 水明琪
水明琪（Amelia Shui，1976年7月15日—），前無綫電視女藝員，於1996年在美國讀大學時被同學報名而參加了1996三藩市華人新秀歌唱比賽，並且進入總決賽最後五強，當時梁漢文也是評判之一，之後便於1997-1998年在美國三藩市TVB 主持節目娛樂情報站，於2001年是美國三藩市海外代表到港參選香港小姐競選準決賽的佳麗，2001同年在完成三藩市州立大學的資訊管理學士學位之後便回港簽約成為香港無綫電視女藝員，香港節目主持人與及影視藝員。參賽後即時被邀請加入香港TVB，於2002年初立即擔任主持工作包括全線大搜查、文化廣場 、K-100和精明有計，也曾客串做過演員包括有TVB電視劇我要Fit一Fit和下一站彩虹，與及參與電影功夫老爸的演出。曾以五位數字任化妝品代言人和新世界地產在的內地樓盤廣告，2004年已離開TVB和退出娛樂圈。

## 演出作品

### 電視劇（無綫電視）
2002年
- 我要Fit一Fit

2004年
- 下一站彩虹 飾 司儀

### 節目主持（無綫電視）
- 全線大搜查之玩樂有心水（2002年-2003年）
- K-100（2002-2004年）
- 精明有計（2003-2004年）
- 文化廣場（2002-2004年）

### 節目主持（三藩市無綫電視台）
- 娛樂情報站（1997-1998年）

### 電影
2004年
- 功夫老爸 飾 張惠琳